# Сингх, Ритика
Ритика Мохан Сингх (род. 16 декабря 1994, Мумбаи) — индийская актриса

 и мастер боевых искусств (что отразилось на её амплуа), которая в основном снимается в фильмах на тамильском языке, а также в фильмах на хинди и телугу.

## Биография
Ритика Мохан Сингх родилась 16 декабря 1994 года в городе Мумбаи. Единоборствами занималась с детства под руководством своего отца.
В пятнадцатилетнем возрасте девушка выступала за команду Индии по кикбоксингу на Азиатских играх в закрытых помещениях, а в 2012 году соревновалась в 2012 in Super Fight League.
В 2016 году ей предложили сыграть главную роль в тамильском фильме «Финальный раунд» режиссёра Судхи Конгары Прасады  (также одновременно снятом на хинди в роли Саалы Хадус) вместе с Ранганатаном Мадхаваном. Сингх приняла это предложение и не прогадала. 
Она получила три премии Filmfare Awards за одну и ту же роль на трёх языках: тамильском (Irudhi Suttru), хинди (Saala Khadoos) и телугу (Guru). Также она завоевала Национальную премию, премию SIIMA и специальный приз Государственной кинопремии Тамил Наду.